# Xerox Alto

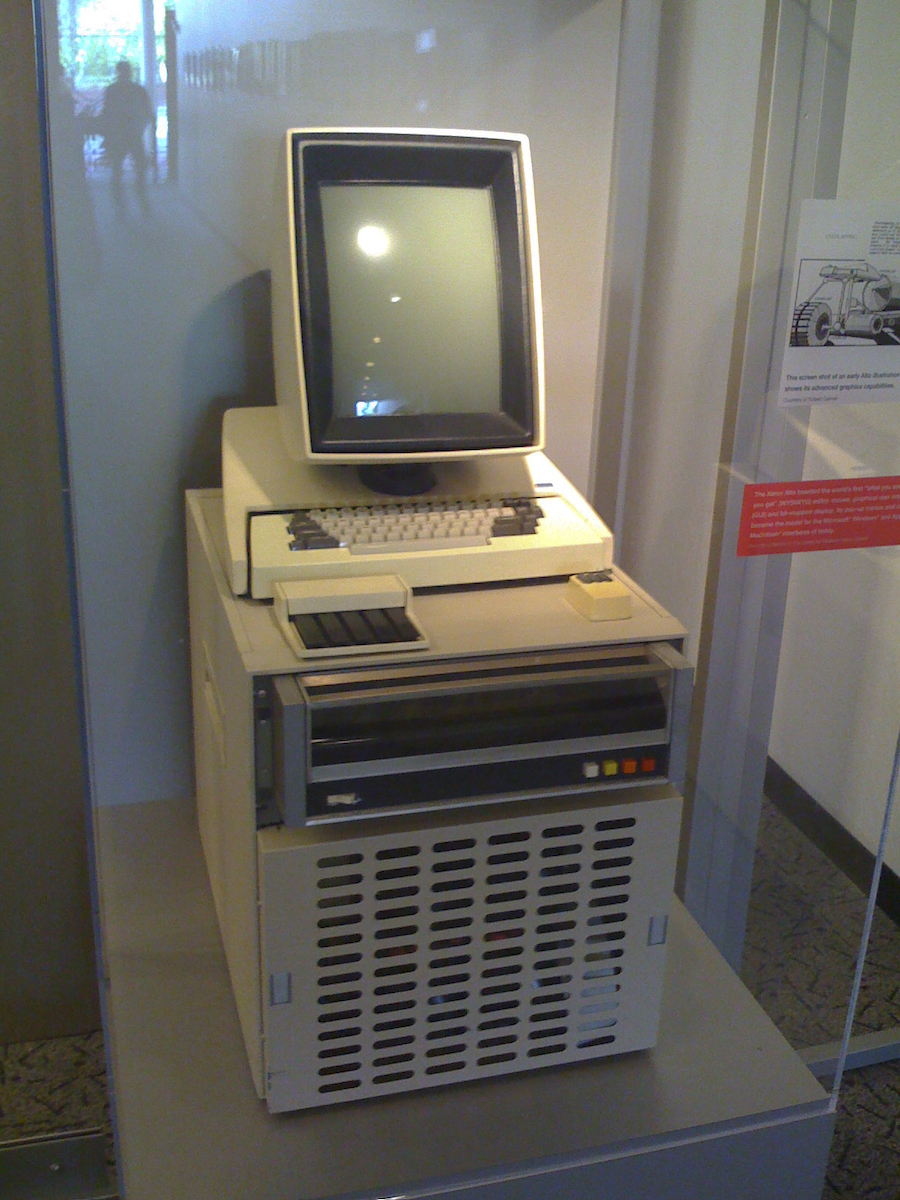
Xerox Alto

Xerox Alto — комп’ютер, розроблений в дослідницькому центрі Xerox PARC в 1973 році. Це перший у світі комп’ютер, що використовує метафори «робочого столу» та графічного інтерфейсу користувача. Xerox Alto був першим повністю персональним комп'ютером в сучасному сенсі, хоча деякі інші, більш ранні системи (наприклад, навчальний комп'ютер Kenbak-1 або програмований термінал Datapoint 2200) також частково підходять під цей термін. Окрім того, Alto був дослідним прототипом, а не комерційним продуктом. Передбачалося, що Alto буде випускатися серійно, але з різних причин це не було реалізовано. Разом з тим, було зроблено кілька тисяч Alto, значна частина яких використовувалася в самому Xerox PARC і різних університетах.

## Архітектура
Розробка комп’ютера розпочалася в 1972 році з документа, написаного Батлером Лемпсоном. У розробці також брали участь Ед МакКрайт (Ed McCreight), Чарльз Текер, Боб Спроул (Bob Sproull) і Дейв Богг (Dave Bogg).
Xerox Alto мав 128 КБ оперативної пам'яті, з можливістю розширення до 512 КБ, твердий диск зі змінним картриджем на 2,5 МБ. Всі частини комп’ютера розміщувалися у блокові розміром з невеликий холодильник. Центральний процесор комп’ютера (на той час) був дуже прогресивним, з підтримкою мікрокоду, який використовувався для більшості функцій введення/виведення.
Для виведення графічної інформації використовувався монохромний монітор виконаний в нетрадиційній — «портретній» — орієнтації. Комп’ютер також було оснащено трикнопковою мишею, клавіатурою і мережевою платою, що використовувала розроблений в Xerox PARC протокол Ethernet.
Всі миші, що використовувалися з Alto, були трикнопкові. Перша миша була механічною, з двома колесами, поставленими перпендикулярно одне одному. Незабаром ця модель була замінена на мишу з кулькою, винайдена Біллом Інглішем (Bill English). Пізніше з’явилася оптична миша, яка спочатку використовувала біле світло, а потім — інфрачервоне випромінювання. Кнопки на перших мишах були розташовані одна за одною, а не поруч, як це прийнято зараз.

## Програмне забезпечення
Перші програми для Alto були написані на мові програмування BCPL, потім використовувалася мова Mesa, яка не отримала широкого розповсюдження за стінами PARC, але вплинула на деякі пізніші мови, наприклад, Modula. Іншою особливістю Alto була можливість для користувача програмувати безпосередньо мікрокод процесора.
Незважаючи на порівняно невеликий обсяг оперативної пам’яті, для Xerox Alto були розроблені і використовувалися програми з графічними меню, піктограмами та іншими елементами, що стали звичними пізніше, лише з появою операційних систем Mac OS і Microsoft Windows. Для Xerox Alto були розроблені текстові процесори Bravo і Gypsy, що працювали за принципом WYSIWYG, редактори графічної інформації (растрових зображень, друкованих плат, інтегральних схем тощо), перша версія середовища Smalltalk і одна з перших у світі мережевих багатокористувацьких ігор — Alto Trek.